# Bhután
Bhután, vagy hivatalosan Bhutáni Királyság (dzongkha: འབྲུག་རྒྱལ་ཁབ་) Ázsiában, India és Kína tibeti régiója által közrefogott ország, amely a Himalája keleti nyúlványától délre helyezkedik el. Az egymillió főt el nem érő állam területe kb. Magyarország felét teszi ki.
Felszínének nagy része magas hegyvidék, déli része alacsonyabb, medencékkel tagolt, erdős hegyvidék. Földrajzi és politikai elzártsága miatt soha nem gyarmatosították a történelem során.
1961-ig az ország el volt zárva a látogatók elől és az idegenforgalom ma is szigorúan ellenőrzött. Sok tekintetben elmaradott ország. Kultúrája és életmódja erősen kötődik a buddhizmushoz. Az államvallás a mahájána és vadzsrajána buddhizmus,  és a hatóságok nagy hangsúlyt fektetnek a hagyományok megtartására, például a nemzeti viselet használatára. Más országokkal összevetve a kormány kevésbé összpontosít a gazdasági növekedésre, mint inkább a klíma- és természetvédelemre vagy a hagyományos kultúra védelmére. Részben ennek eredményeként 2023-ban Bhután az egyetlen ország a Földön, amely több szén-dioxidot nyel el a légkörből, mint amennyit kibocsát.
A fővárosa és a legnagyobb városa Timpu, míg az ország kereskedelmi központja az indiai határnál fekvő Puncoling.

## Etimológia
A "Bhután" pontos etimológiája nem ismert. Hagyományosan a szanszkrit Bhoṭa-anta (भोट-अन्त) "Tibet vége" átiratának tekintik, utalva a tibeti hegység és kultúra déli végpontjaként elfoglalt helyzetére.
Helyi, dzongkha (bhutáni) nyelven Drukjul, azaz „Sárkányország”. (A nemzeti lobogón sárkány látható.)

## Földrajz

### Domborzat
Az ország domborzatilag három régióra osztható:
- a Nagy-Himalája,
- a Kis-Himalája,
- a Duars-síkság (nyugat és dél felé tovább folytatódva, Indiában és Nepálban ez a Terai-nak felel meg).

Az északi határán a Himalája főlánca húzódik, 7000 méter feletti csúcsokkal. Bhután legmagasabb hegycsúcsa a Gangkhar Puensum 7570 méterrel. A hegyeket örök hó borítja, a völgyekben vándorló pásztorkodás folyik, tehát a lakosság igen ritka.
Ettől délre, Bhután központi részén középhegység alakult ki, 1500–2700 m körüli csúcsmagasságokkal. Ebbe vágódtak bele szűk szurdokokkal a folyók, amelyeket olvadékvíz és monszun táplál. A területet erdő fedi, és itt él a lakosság zöme.
Még délebbre haladva a Shivalik-dombságot találjuk. A csúcsmagasságok 1500 m körüliek. A széles folyóvölgyekben alluviális síkságok alakultak ki.
A dombvidék lábánál a Duars nevű síkság van. Ennek nagyobb része Indiához tartozik, Bhutánhoz csak egy 10–15 km széles sáv. Természetes növénytakarója a dzsungel vagy szavanna, állat- és növényvilága ennek megfelelő.

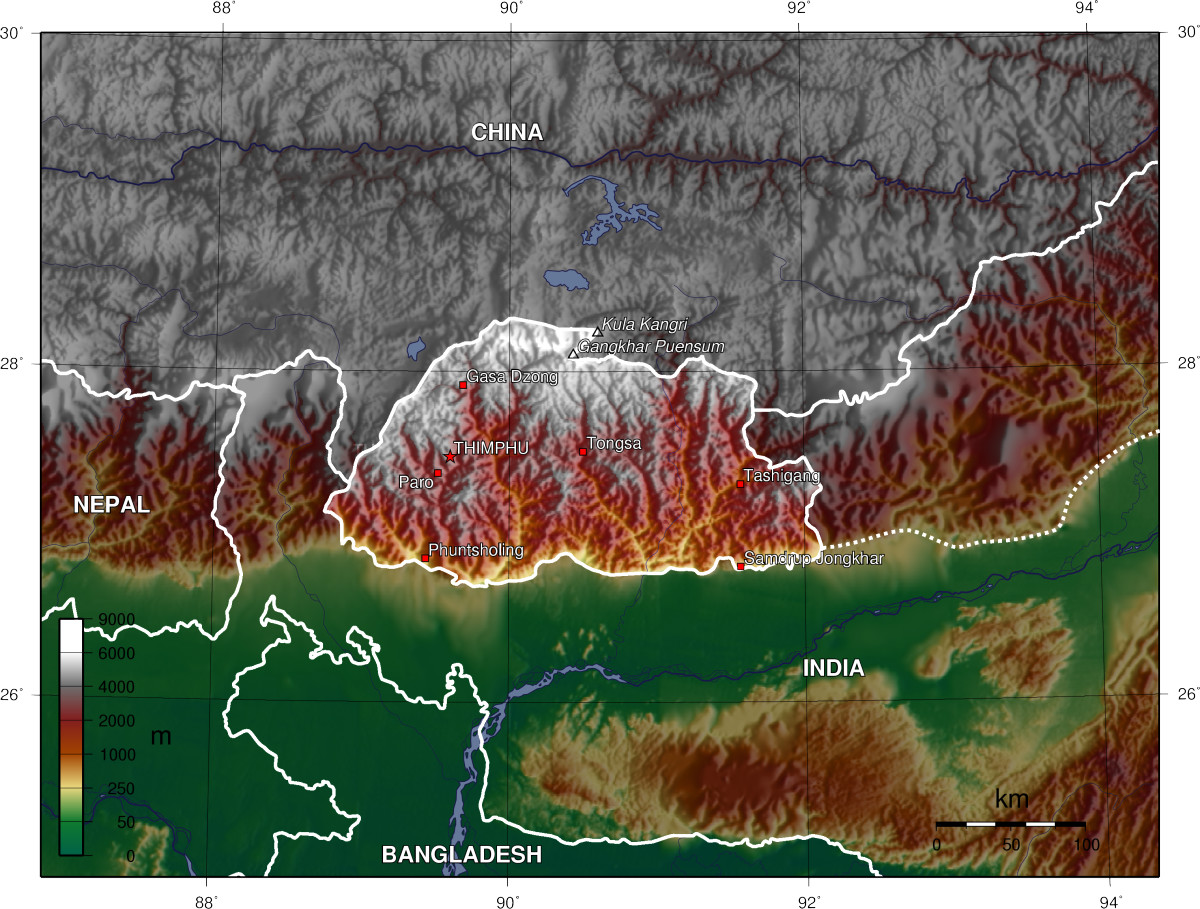
Domborzati térkép a régióról
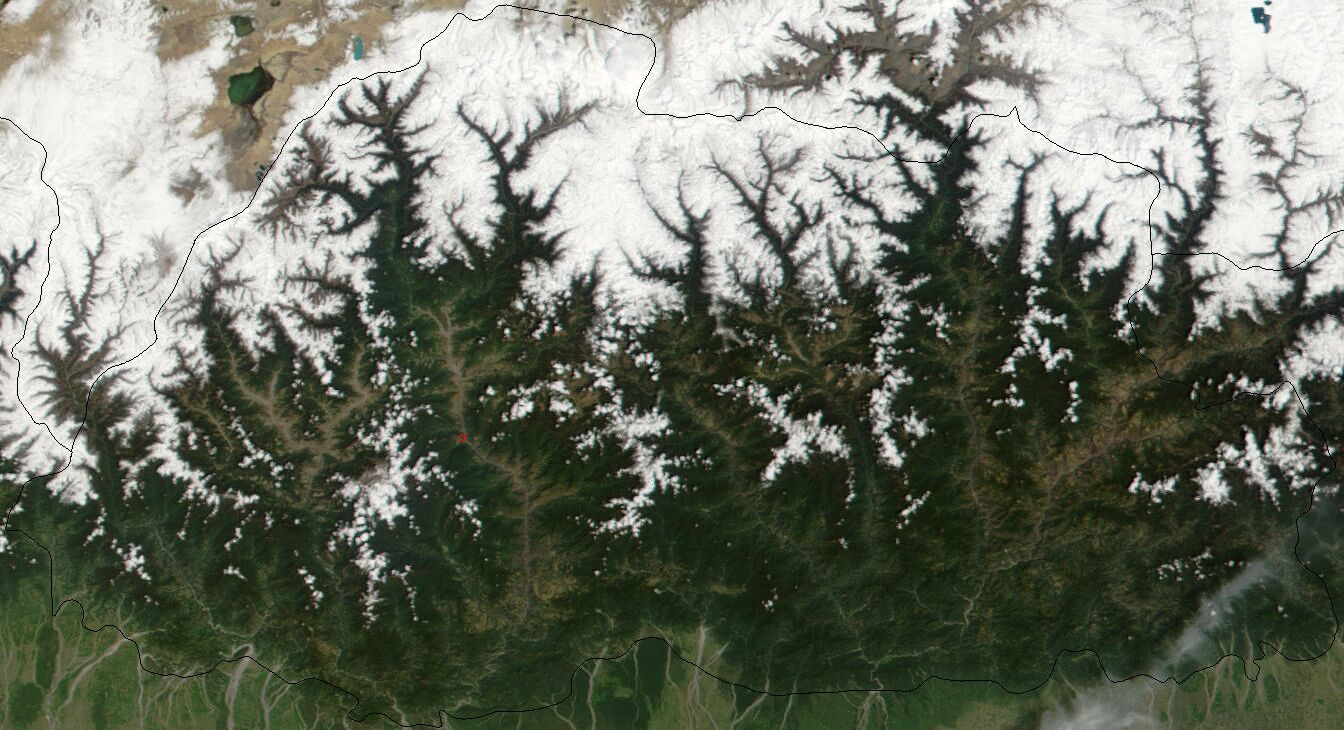
Műholdkép (2002. április)
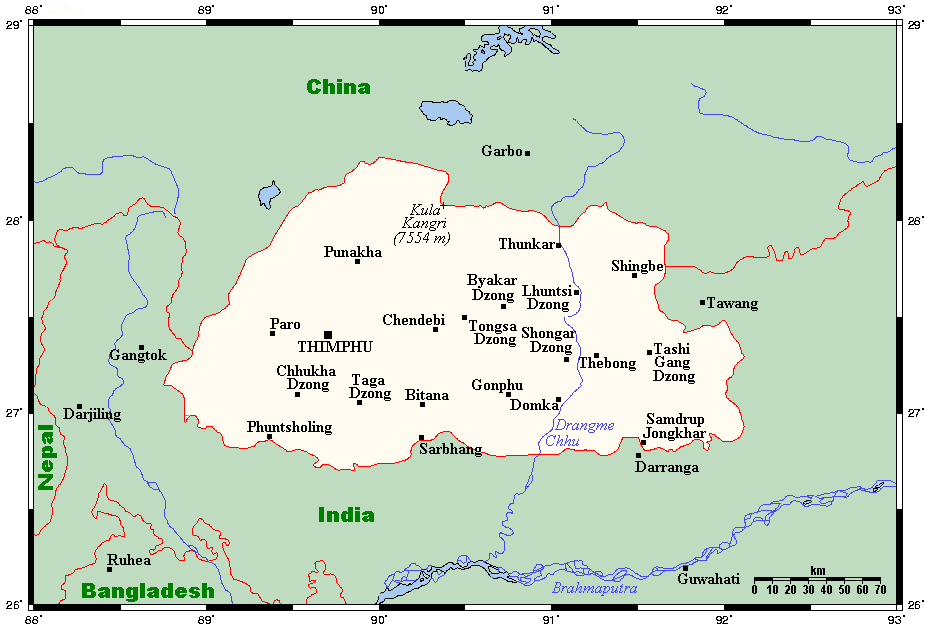
Települések
Köppen-féle éghajlati térkép (angol)
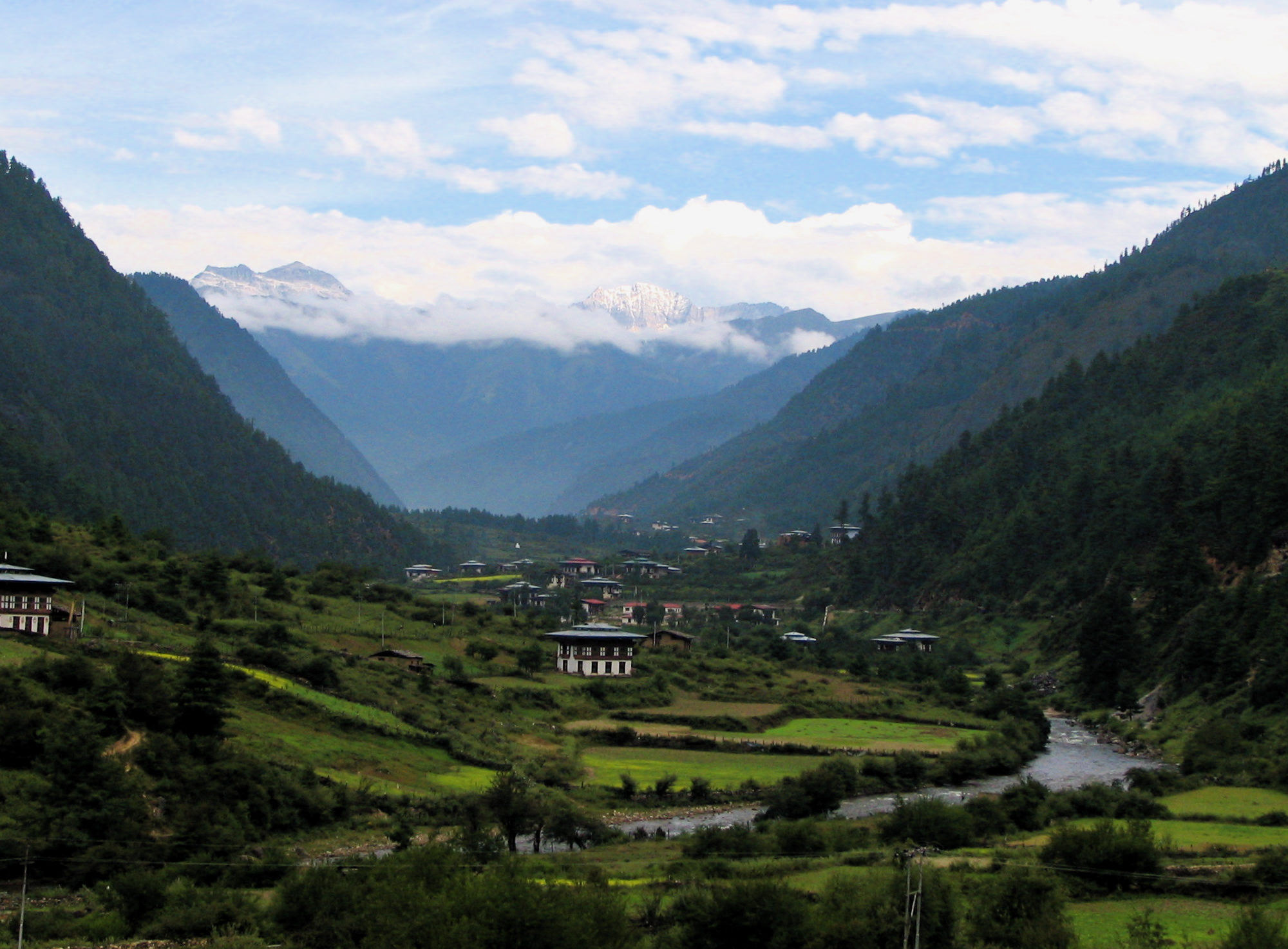
A Haa-völgy Nyugat-Bhutánban

### Vízrajz
A folyókat egyaránt táplálja a magas hegyek olvadékvize és a monszunesőzés. India területén a Brahmaputrába ömlenek Bhután folyói.

### Éghajlat
Az éghajlat nagyon függ a magasságtól. Az északi magas hegységekben a sarkvidékire emlékeztető magashegyi éghajlat uralkodik. Dél felé haladva - és ereszkedve lefelé - az éghajlat egyre melegebb. A központi hegyvidék éghajlata mérsékelt, a déli síkságé szubtrópusi. A csapadékmennyiség nyugatról kelet felé haladva csökken. A monszun a nyári hónapokra jellemző; az ország több csapadékot kap, mint a himalájai régió többi része. Egyes helyeken évente 5500 mm csapadék esik.

### Élővilág, természetvédelem

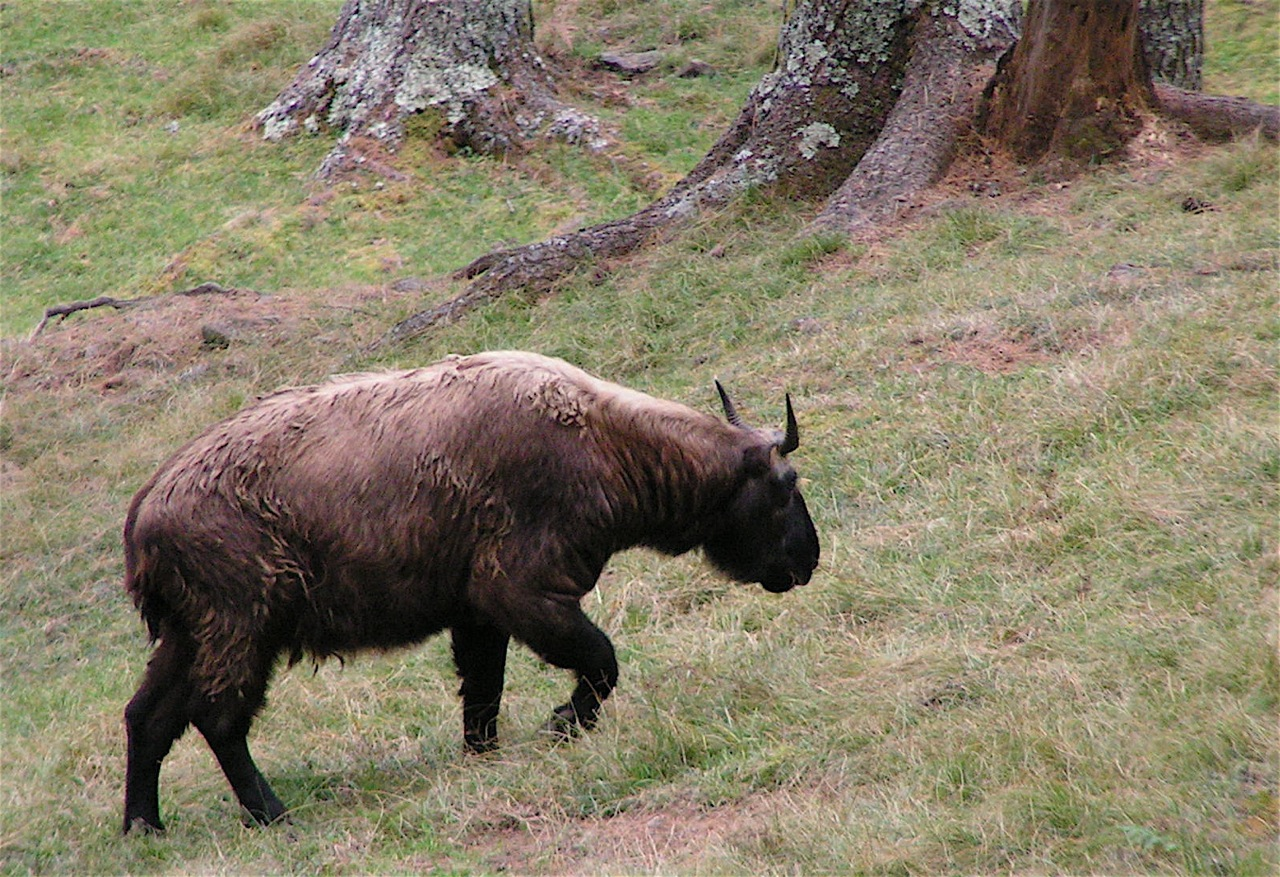
Takin

Bhután változatos domborzatának egyik következménye, hogy élővilága is változatos. Egy bhutáni törvény szerint az ország területének mindenkor legalább 60%-át erdőnek kell borítania. Az ország területének negyedrésze természetvédelem alatt áll.

#### Nemzeti parkjai
Valamilyen formában kilenc terület védett. Négy nemzeti parkot jelöltek ki:
- Dzsigme Dordzsi Nemzeti Park: az ország északnyugati részén fekszik, területe 4350 km2. Él itt hópárduc, bengáli tigris, örvös medve, jak és sok más állatfaj.
- Dzsigme Singje Vangcsuk Nemzeti Park: Bhután központi részén, 1730 km2-en fekszik. Vannak állatfajok, amelyek csak itt élnek, de egyébként is gazdag az állat- és madárvilága.
- Manasz Nemzeti Park: Bhután déli részén fekszik, területe 1023 km2. Élővilága a síksági trópusi élővilágtól az örök hómezőkig terjed.
- Thrumshingla Nemzeti Park: az ország keleti részén fekszik. Területe 889 km.

#### Természeti világörökségei
Bhutánban jelenleg hivatalosan nincs világörökségi helyszín.

## Története

### Korai megtelepedések
Kőeszközök, fegyverek, elefántok és megalit építmények romjai bizonyítják, hogy Bhután már i. e. 2000 táján lakott volt, de írott források nem maradtak fenn ebből az időből. Történészek úgy vélik, hogy a Lhomon (’déli sötétség’) vagy Monyul (’sötét föld’, utalás a monpa népcsoportra) államok i. e. 500 és i. sz. 600 között állhattak fenn. A Lhomon Tsendenjong (’szantálfaország’) és a Lhomon Khashi (’déli mon ország’, itt a mon buddhista vallási kifejezés) említése előfordul régi bhutáni és tibeti krónikákban.

### A buddhizmus megjelenése
A buddhizmus a 7. században jelent meg Bhutánban. Szongcen Gampo tibeti király (ur. 627–649), miután áttért a buddhizmusra, birodalmát a mai Szikkim és Bhután területére is kiterjesztette. Két buddhista templom építését rendelte el, a közép-bhutáni Bumthangban és a Paro-völgyben lévő Kjicshuban (Paro közelében). Az Indiából száműzött Szindhu Rádzsa (más nevein Künjom, Szendha Gyab, Csakhar Gyalpo) 746-ban Bumthangban, a Csakhar Gutho-palotában hozott létre kormányt, uralkodása alatt erőteljesen terjedt a buddhizmus az országban.
810-ben a buddhista szent ember, Padmaszambhava a számos helyi uralkodók egyikének meghívására érkezett Indiából Bhutánba (az országban Guru Rinpocse néven ismert, és néha Második Buddhaként is emlegetik). A hagyomány szerint miután legyőzte a démonok nyolc osztályát és megtérítette a királyt, továbbment Tibetbe. Tibetből való visszatérése után új kolostorok építését felügyelte a Paro-völgyben, és székhelyét Bumthangban rendezte be. A hagyomány szerint ő alapította meg a buddhizmus nyingma irányzatát – más néven a mahájána buddhizmus „régi szektáját”, amely a vörös sapkás szekták egyike –, amely egy időre Bhután uralkodó vallása lett. Guru Rinpocse fontos szerepet játszott az ország történelmében, nemzeti védőszentként tisztelik, aki a bhutániak számára feltárta a tantrákat. A guru tartózkodása után az indiai befolyás átmenetileg fontos szerepet játszott a térség életében, mígnem a növekvő tibeti kulturális és vallási hatások át nem vették a helyüket.
Bhután korai története javarészt ismeretlen, mert a legtöbb feljegyzés elpusztult Punakhában, a régi fővárosban 1827-ben pusztító tűzben. Nincs pontos információ arról, mit is tartalmaztak a tűzben elpusztult feljegyzések. A 10. századtól Bhután politikai fejlődését vallástörténete írja le. Különböző buddhista irányzatok emelkedtek ki, amelyeket mongol és tibeti urak patronáltak. A mongolok 14. századi lehanyatlása után az ő vallási irányzataikat másokéi váltották fel, amelyek átmenetileg meghatározták az ország politikai és vallási arculatát, míg végül a drukpa néven emlegetett irányzat lett az uralkodó a 16. században.

### Bhután kialakulása
A 17. században Bhután háborúskodó uradalmak mozaikja volt, amelyet Shabdrung Ngawand Namgyal tibeti láma és katonai vezető egyesített. Az időnkénti tibeti rablóhadjáratok ellen az ország védelmére bevehetetlen erődök (dzong) hálózatát építtette fel, és törvények segítségével a helyi urakat központi ellenőrzés alá vonta. Sok dzong ma is létezik. Namgyal 1651-es halála után polgárháború tört ki. A káosz láttán a tibetiek megtámadták Bhutánt 1710-ben, majd 1730-ban ismét, mongol segítséggel. Mindkét támadást sikeresen visszaverték, és 1759-ben fegyverszünetet kötöttek.
A 18. században a bhutániak megtámadták és megszállták a déli Cooch Behar királyságot. 1771-ben Cooch Behar a Brit Kelet-indiai Társaságtól kért segítséget a bhutániak kiszorítására, és 1774-ben magát Bhutánt támadta meg. A békeszerződés értelmében a bhutániak visszavonultak az 1730-as határok mögé. A béke törékeny maradt, a határincidensek a britekkel a következő száz évben folytatódtak. Az összecsapások végül a duari háborúba vezettek (1864-1865). Duar egy vidék neve Bengáliában, ennek az ellenőrzéséért folyt a harc. Bhután veresége után Sinchulában békét kötött Brit India és Bhután. Ennek részeként a vitatott területet Indiához csatolták, de a britek évi 50 000 rúpia bérleti díjat fizettek utána. A békével rendeztek minden vitás kérdést Brit India és Bhután között.
Az 1870-es években a Paro és a Tongsa-völgy közötti hatalmi küzdelem polgárháborúhoz vezetett, amelyből végül Ugyen Wangchuck, Tongsa kormányzója (ponlop) került ki győztesen. Az ő hatalmi bázisa Bhután középső része volt, és 1882-1885 között polgárháborúk és lázadások sorában legyőzte politikai ellenségeit és egyesítette az országot.

### Bhutáni Királyság
1907 nevezetes év volt az ország történetében. Buddhista szerzetesek, kormányhivatalnokok és a fontosabb családok fejeinek gyűlése egyhangúlag az ország örökletes királyának kiáltotta ki Ugyen Vangcsukot. A brit kormányzat azonnal elismerte az új monarchiát, és 1910-ben Bhután szerződésben adta át Nagy-Britanniának külügyei intézését. Ez nem változtatott Bhután hagyományos viszonyán Tibettel. Mindenesetre innentől kezdve Bhután nem volt teljesen független ország.
Amikor India elnyerte függetlenségét az Egyesült Királyságtól 1947. augusztus 15-én, Bhután az elsők között ismerte el. Az 1910-es szerződéshez hasonlót 1949. augusztus 8-án írtak alá Indiával.
Amikor a Kínai Népi Felszabadító Hadsereg 1951-ben benyomult Tibetbe, Bhután aggódott északi határai miatt és megbeszéléseket kezdeményezett Indiával. A kínai beavatkozás veszélyét csökkentendő Bhután modernizációs programba kezdett India nagyarányú pénzügyi támogatásával.
1953-ban Jigme Dorji Wangchuck összehívta a 130 tagú Nemzetgyűlést, hogy demokratikusabb formát adjon a kormányzatnak. 1965-ben alakult a Királyi Felügyelőtanács, és 1968-ban szabályos kormány. 1971-ben Bhután tagja lett az Egyesült Nemzetek Szervezetének. Előtte három évig volt megfigyelői státusban. 1972-ben meghalt Dzsingme Szingje Wangchuck, utóda 16 éves fia, Dordzsi Vangcsuk lett.
Az 1980-as években az „egy nemzet, egy nép” jelszavával kampányt indítottak a periférikus etnikai és kulturális csoportok integrálására a bhutáni társadalomba. Megkövetelték a Driglam namzha néven ismert magatartási szabályok betartását és a dzongkha nyelv használatát. Ugyanakkor a népszámlálás megmutatta, hogy a legnagyobb létszámú népesség nepáli eredetű és az ország déli részén él. Amikor a kormány megpróbálta eltávolítani őket, mint illegális betelepülőket, súlyos zavargások törtek ki, számos terrorista cselekményt hajtottak végre a kormányzat iskolái, kórházai, hivatalai és semleges dél-bhutáni személyek ellen. Hogy helyreállítsa a rendet délen, a kormányzat számos fiatalt és más, szolgálatra alkalmast hívott be a milíciába. Civilek ezreit űzték el Nepálba, beleértve az onnan politikai okokból menekülteket. Nepálban menekülttáborokat állítottak fel az Egyesült Nemzetek Szervezete felügyelete alatt. A bhutáni kormány, Nepál és India közti megbeszélések, amelyeken külső partnerként részt vett az ENSZ, az Európai Unió és az Egyesült Államok, nem hoztak kézzel fogható eredményt. Jelenleg az Egyesült Államok a táborokban élő 70 000 menekült hazatelepítésén dolgozik.

### Az állam modernizálása
1998-ban Dzsigme Szingje Vangcsuk király jelentős politikai reformokat vezetett be, minden végrehajtó hatalmat átadott a minisztertanácsnak és lehetővé tette, hogy a nemzetgyűlés kétharmada büntetőeljárást kezdeményezzen a király ellen. 2003 végén a bhutáni hadsereg sikeres hadműveletben számolta fel az India-ellenes felkelők dél-bhutáni kiképző táborait.
1999-ben a kormányzat feloldotta a televízióadások és az internetszolgáltatás tilalmát, így Bhután lett az egyik utolsó ország, ahol megkezdték tévéadás sugározását. Televíziós beszédében a király ezt a lépést Bhután fontos modernizációs lépésének nevezte, amely jelentősen hozzájárul a nemzeti összboldogsághoz (gross national happiness – Bhután az egyetlen ország, amely ezt méri). Figyelmeztetett azonban, hogy a televízió alá is áshatja a hagyományos bhutáni értékeket. Ezt a lépést Bhutánban sokan értékelték úgy, hogy rossz útra lépett az ország.
2005 elején új alkotmány lépett hatályba. 2005 decemberében Dzsigme Szingje Vangcsuk bejelentette, hogy 2008-ban lemond a trónról fia javára. 2006. december 14-én bejelentette azonnali lemondását. Bhután belépett a demokrácia korába az első parlamenti választásokkal 2007 decemberében és 2008 márciusában.
2008. november 6-án 28 éves korában megkoronázták Dzsigme Keszar Namgyal Vangcsukot, Dzsigme Szingje Vangcsuk legidősebb fiát.

### Teljes függetlenség
2007. február 8-án az indiai-bhutáni barátsági szerződést alapvetően felülvizsgálták. Az 1949-es szerződés 2. cikkelye azt írta, hogy „India kormánya nem avatkozik be Bhután belső igazgatásába. Bhután kormánya hozzájárul, hogy India kormánya képviselje őt külső kapcsolataiban.” Ehelyett ma: „Bhután és India közötti szoros barátság és együttműködés fenntartására a Bhutáni Királyság és az Indiai Köztársaság kormánya szorosan együttműködik a két országot érintő ügyekben. Egyik kormány sem bocsátja rendelkezésre területét olyan tevékenységeknek, amelyek veszélyeztetik a másik ország biztonságát vagy érdekeit.” Az átdolgozott szerződés előszava szerint „Mindketten tiszteletben tartják a másik függetlenségét, szuverenitását és területi épségét.” Ez az elem hiányzott korábban. Ez a 2007-es szerződés megerősítette Bhután függetlenségét és szuverenitását.

## Politika és közigazgatás

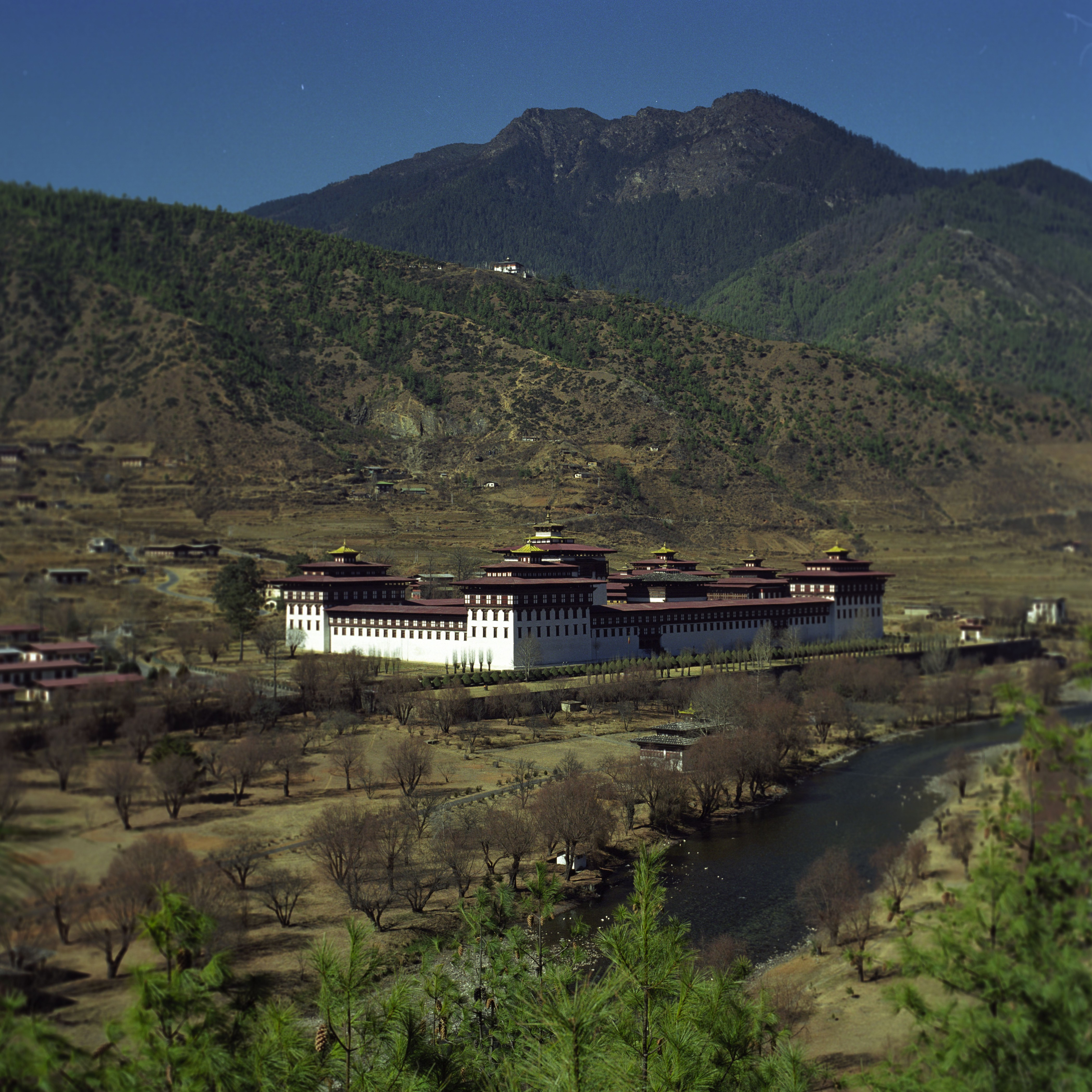
A Tasicsödzong, az ország kormányának székhelye, Timpu

Bhután alkotmányos monarchia parlamentáris kormányformával. Az ország a 21. században jelentős lépéseket tett a jogállamiság és a megszilárdult demokráciává válás felé. A politikai rendszer általános választójogot biztosít.
Az uralkodó, a Druk Gyalpo („Sárkánykirály”) az államfő, aki számos magas rangú tisztviselőt nevez ki, és a megválasztott nemzetgyűlés többségi pártjának vezetőjét jelöli miniszterelnöknek.
A királyi család bár még megtartja befolyását, a 21. században jelentősen visszahúzódott, és tartózkodik attól, hogy beleavatkozzon a politikai döntéshozatalba. Bhután sikeresen átállt egy olyan rendszer felé, amelyben a politikát és a jogszabályokat többnyire a választott tisztviselők határozzák meg. Problémát jelent viszont a nepotizmus a közbeszerzésben és az állami foglalkoztatásban.
Az alkotmány kétkamarás parlamentet ír elő, egy 25 fős felsőházzal, a Nemzeti Tanáccsal és egy 47 fős alsóházzal, a Nemzetgyűléssel. Mindkét ház tagjainak megbízatása öt évre szól.

### Jogállamiság
A Freedom House 2022-es jelentése Bhutánt a »részben szabad« országok közé sorolja.
Továbbra is (2022) a problémák közé tartozik a nepáli ajkú és a nem buddhista kisebbségekkel szembeni diszkrimináció, a média cenzúrája, valamint a kritikus újságírók elhallgattatása.

### Igazságszolgáltatás
Bhután törvénykönyve a hagyományos buddhista előírásokon alapul. 1968-ban az igazságszolgáltatási rendszert elválasztották a végrehajtó és törvényhozó kormányzati ágtól, és felállítottak egy legfelsőbb bíróságot, amely elsősorban a járási szintű bíróságoktól érkező fellebbezéseket tárgyalja. A Legfelsőbb Bíróság 2009-ben jött létre, mint az újonnan elfogadott alkotmány értelmezésére jogosult bírói testület, amely a hozzá benyújtott fellebbezéseket is elbírálja.

### Politikai pártok
A politikai pártok 2007 közepéig illegálisak voltak Bhutánban. Ezen év áprilisában azonban a tilalmat királyi rendelettel feloldották, a a parlamentáris demokráciává váló általános választások előtt. Az első bejegyzett legális párt a Népi Demokrata Párt (PDP) volt, majd röviddel ezután a Bhutáni Béke és Jólét Pártja (Druk Phuensum Tshogpa; DPT). Ez a két párt volt a versenyző a következő, 2007-es és 2008-as választásokon is. 2013-ban öt, a 2018-as választásokon pedig négy párt indult. A 2018-as választásokon a Druk Nyamrup Tshogpa (DNT) szerezte meg a legtöbb mandátumot, így Lotay Tshering (sz. 1969) lett a miniszterelnök.

### Közigazgatási beosztás

6 közigazgatási szint létezik:
- Négy zóna (Dzongdey, történelmi)
- Húsz körzet (Dzongkhag)
- 31 alkörzet (Dungkhag)
- 201 blokk (Gewog) és 61 város
- Chiwogs
- Falvak

| 1. Bumthang 2. Chukha 3. Dagana 4. Gasa 5. Haa 6. Lhuntse 7. Mongar 8. Paro 9. Pemagatshel 10. Punaka | 1. Szamdrup dzsonkar 2. Szamszte 3. Sarpang 4. Timpu 5. Trashigang 6. Trashiyangste 7. Trongsa 8. Tsirang 9. Wangdue 10. Zhemgang |

## Népesség

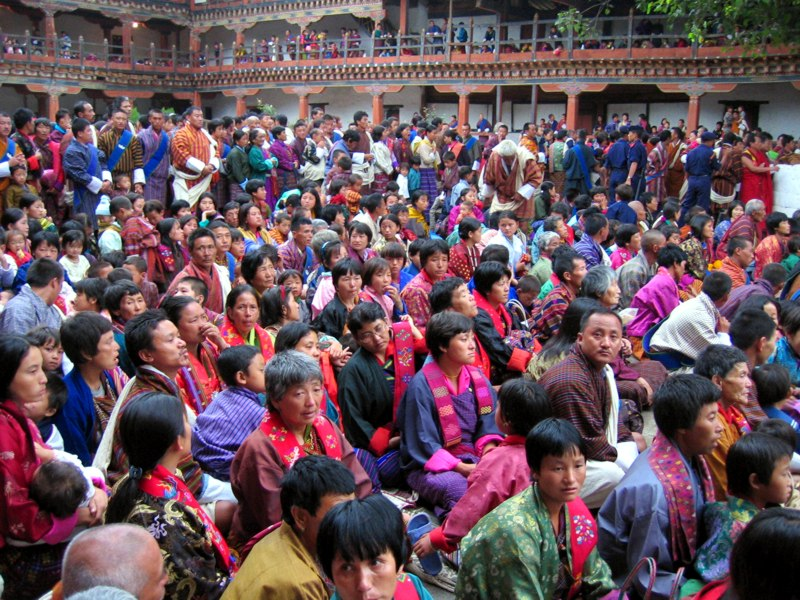
Bhutáni emberek nemzeti viseletben a Wangdi Phodrang fesztivál idején

Az ország nyelvi térképe

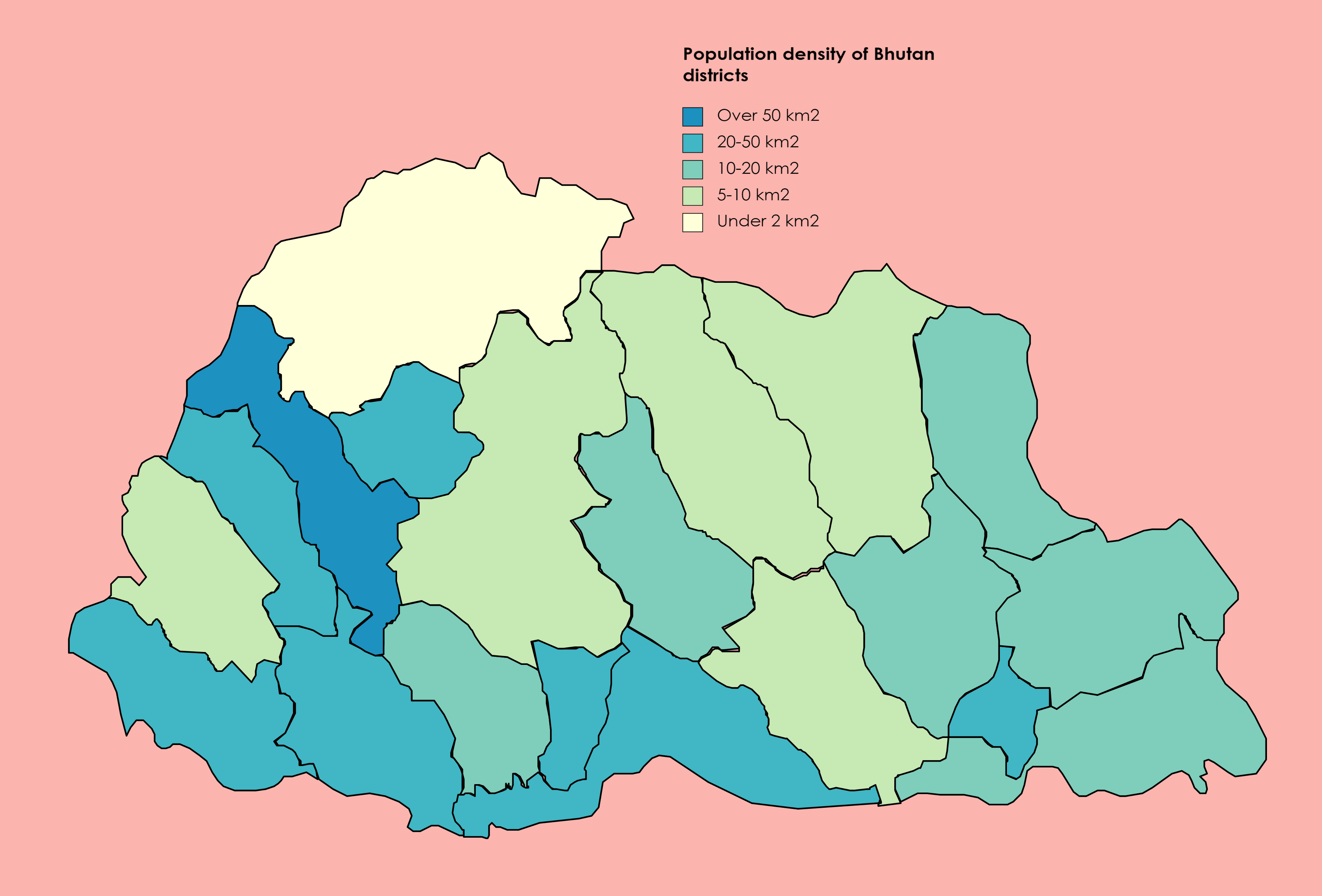
Bhután népsűrűsége 2017-ben

### Népességváltozás
| Lakosok száma | 224 155 | 259 344 | 312 823 | 387 893 | 456 362 | 534 905 | 521 146 | 616 383 | 704 542 | 787 424 |
|               | 1960    | 1966    | 1972    | 1978    | 1984    | 1991    | 1997    | 2003    | 2009    | 2023    |

### Általános adatok
- Városi lakosság aránya (2017): 40%. [29]
- Születéskor várható élettartam (2016): férfiaknál 69,1 év, nőknél 71,1 év. [29]

### Legnépesebb települések
Az országban nincsenek nagyvárosok, csak a főváros, Timpu népessége éri el a 100 ezer főt. 

### Etnikai megoszlás
A lakosság 50%-a bhotija (ngalop), 25%-a gurung (nepáli), 13%-a sarkopsz, 2%-a pedig egyéb népcsoportokhoz (asszami, tibeti) tartozik.

### Nyelvi megoszlás
Az országban a hivatalos nyelv a dzongkha (bhutáni), amely a tibeti nyelvek egyike. Főbb beszélt nyelvek még a tibeti és a nepáli.
A dzongkát elsősorban az ország nyugati felén beszélik, míg a nepálit a déli határvidéken.

### Vallás
Az államvallás a vadzsrajána-buddhizmus. Az alkotmány bár védi a vallásszabadságot, de a helyi hatóságok köztudottan zaklatják a nem buddhistákat.
A népesség 75%-a buddhista, 22%-a hindu, 2%-a bon vagy más bennszülött vallású, 0,5% keresztény, 0,2% muszlim.

## Gazdaság

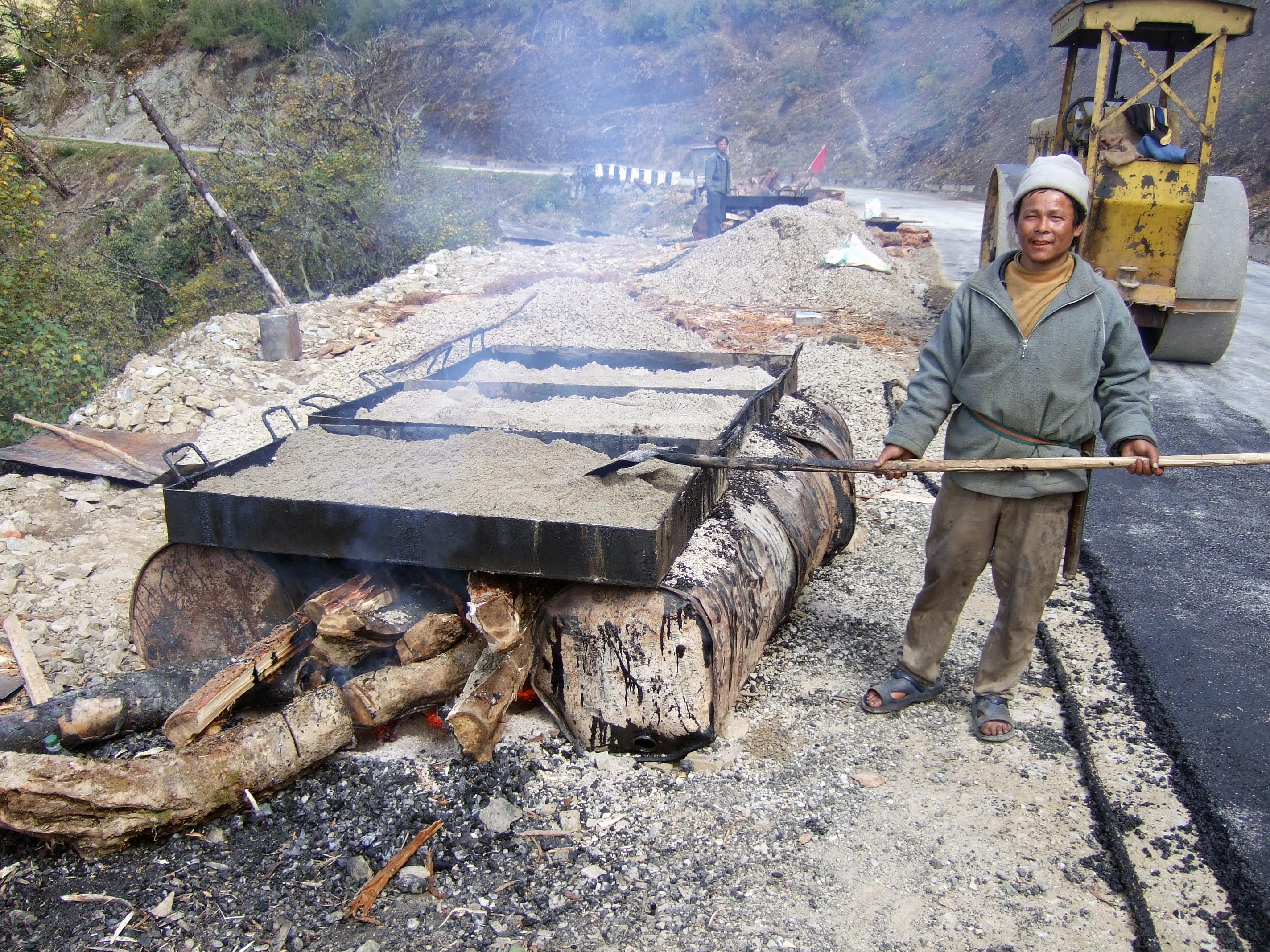
Útépítés helyi módon

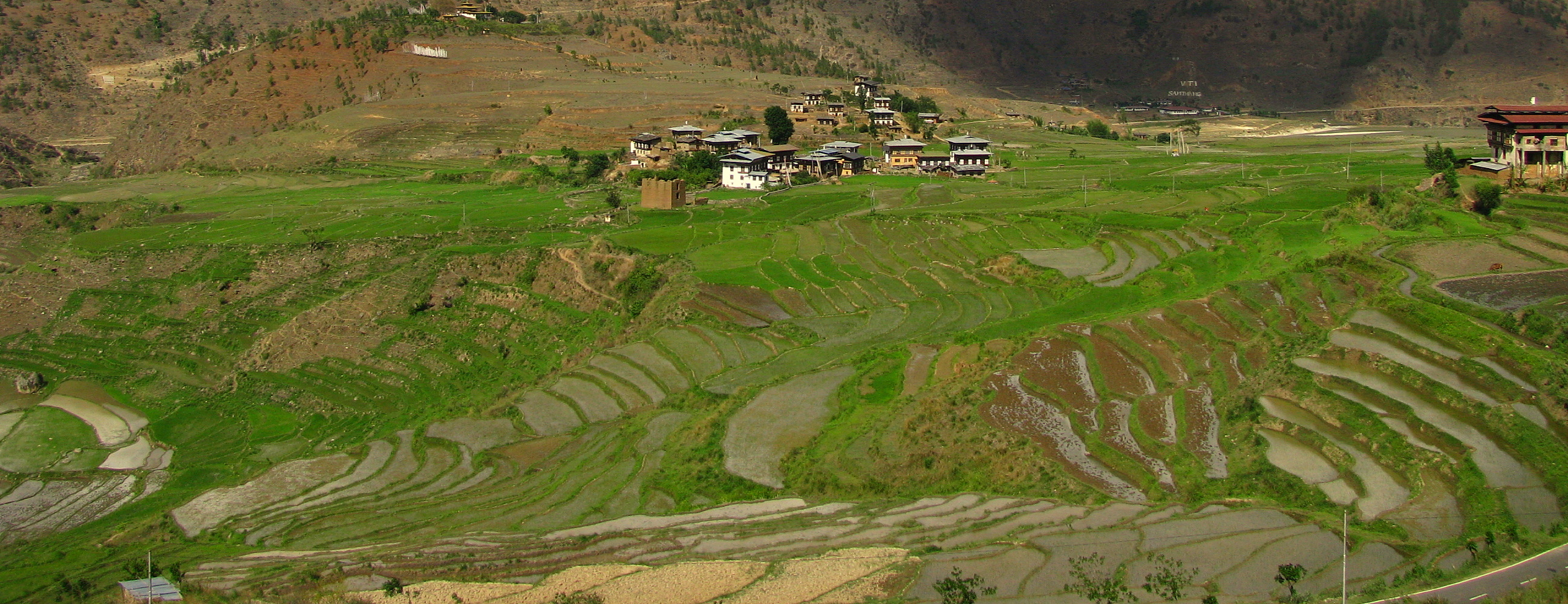
Teraszos rizstermesztés

### Általános adatok
Elmaradott agrárország, a legkevésbé fejlett országok egyike. A gazdasága leginkább a vízenergiára, a mezőgazdaságra és erdészetre épül. 2015-ben a lakosság több mint fele (58%) a mezőgazdaságban és erdészetben dolgozik.
Az ország bruttó nemzeti összterméke (GDP) a Világbank várakozásai szerint 6,9%-kal nőhet 2018-ban, ezzel a növekedési ütemmel az adott évben a világ hét leggyorsabban fejlődő gazdaságai közé tartozik.

### Gazdasági ágazatok

#### Mezőgazdaság
Mezőgazdasági termelés csupán az ország területének 7%-án folyik; elaprózott, fejletlen parcellákon. Legfontosabb szántóföldi növényei a rizs, kukorica, árpa, köles és hüvelyesek. Ezen kívül jelentős mennyiségű gyümölcsöt: banánt, mangót és citrusféléket is termesztenek.
Állattenyésztését a jak, juh, kecske tartása alkotják, melyek a lakosság életében fontos szerepet töltenek be.
Számottevő a fakitermelés.

#### Ipar
Az országban egyedül a kőszén bányászása folyik a helyi igények kielégítése céljából, más számos ásványkincse; mint például a réz-, ólom-, cinkérc-, gipsz kibányászása még várat magára.
Főbb ágazatok: cementgyártás, élelmiszeripar, kézműipar (fafaragások, szőttesek, ötvösmunkák).

#### Külkereskedelem
- Exporttermékek: elektromos áram, fa, gipsz, cement, fűszerek, ásványok.
- Importtermékek: hajtóanyag, gépek és alkatrészek, járművek, élelmiszer, rizs.

A legfőbb kereskedelmi partner India. 2016-os adat alapján:
- Összexport 95,7%-a:  India
- Összimport 91,1%-a:  India

## Közlekedés

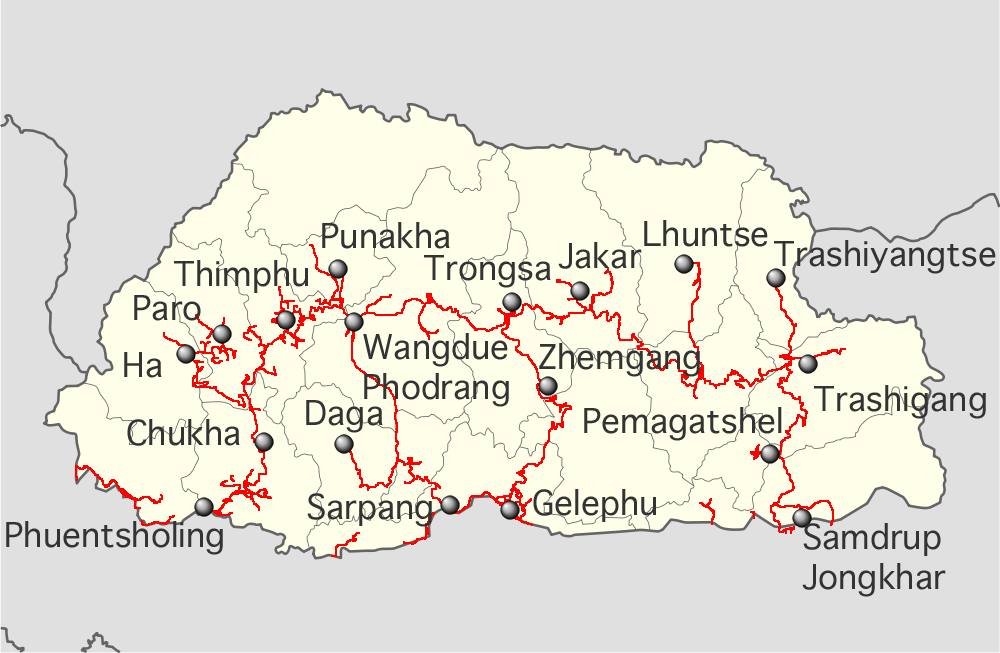
Az ország főbb útvonalai és települései

Bhután közlekedése a közúthálózatra épül, melynek 3690 km-es burkolt hálózatát csak az elmúlt évtizedekben építették ki.
Vasút nincs az országban.
Az ország egyetlen nemzetközi repülőtere a Parói nemzetközi repülőtér, ezen kívül még két kisebb repülőtér található az országban.

## Telekommunikáció
| Hívójel prefix | A5 |
| ITU zóna       | 41 |
| CQ zóna        | 22 |

## Kultúra

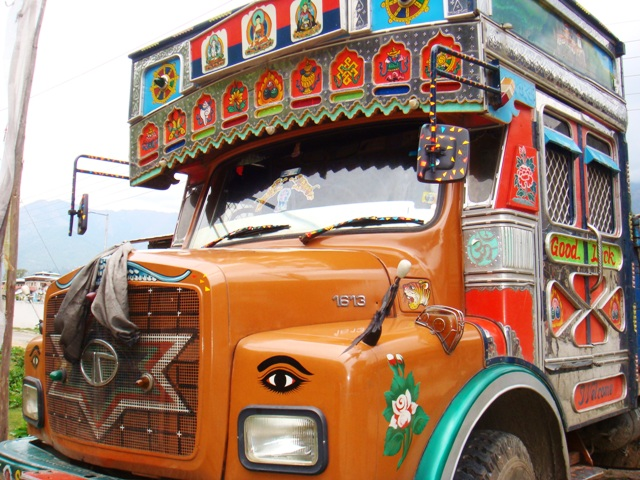
Jellegzetes kidíszített teherautó

Bhután gazdag és egyedi kulturális örökséggel rendelkezik, amely a 20. század közepéig a világ többi részétől való elszigeteltsége miatt nagyrészt érintetlen maradt. Az egyik legfontosabb látnivaló a turisták számára az ország kultúrája és hagyományai. A bhutáni hagyományt mélyen áthatja a buddhista öröksége. Az országban több mint 1300 buddhista kolostor található.
A hinduizmus Bhután második domináns vallása, és a legelterjedtebb a déli régiókban. A kormány egyre nagyobb erőfeszítéseket tesz az ország jelenlegi kultúrájának és hagyományainak megőrzésére és fenntartására. Jórészt érintetlen természeti környezete és kulturális öröksége miatt Bhutánt az Utolsó Shangri-La néven emlegették.
Számtalan épületet díszít egy ezoterikus jelkép, a színesre festett, hatalmas fallosz, amely a középkor végén élt Drukpa Künli láma  jelképe, a szerepe pedig a rossz szellemek távol tartása.
Bhután az első olyan nemzet, amely betiltotta a dohányzást. A 2010-es dohányzás-ellenőrzési törvény alapján illegális a nyilvános dohányzás vagy a dohányárusítás. A rendelkezést megsértőket akkor 232 dollárnak megfelelő bírsággal sújtották, amely egyhavi fizetésnek felelt meg. 2012 januárjában a parlament módosításokat fogadott el, amelyek jelentősen növelték a megengedett dohánymennyiséget és csökkentették a büntetéseket, bár az értékesítés és a forgalmazás továbbra is tilos maradt. A dohányzás nem tiltott, de a nyilvános helyeken nagyrészt tilos.

### Hagyományok, néprajz
A hagyományos és nemzeti férfi viselet a ghó , amely egy térdig érő köntös. A bhutáni kormány megköveteli, hogy minden férfi viselje a ghó-t, ha kormányzati irodában vagy iskolában dolgozik. 
Ma is hagyomány az országban, hogy a család a fiatal fiúkat elküldi bonc-nak (szerzetesnövendék) a buddhista kolostorokba. 

### Gasztronómia

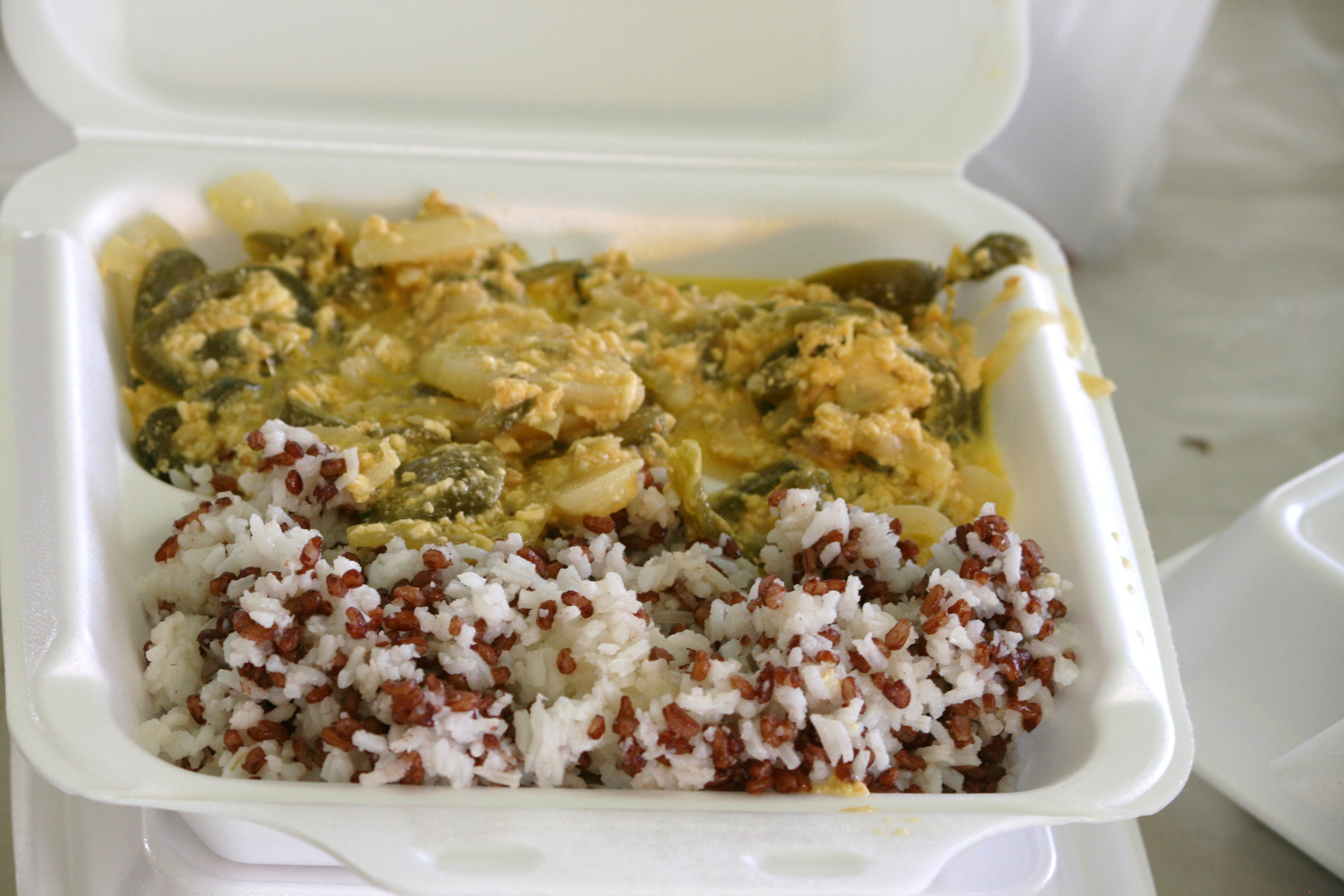
Az egyik nemzeti étel, a hemadaci rizzsel

A bhutáni konyhán jellemzők a nagyobb, tartalmasabb fogások és a kisebb harapnivalók. Az egyik legfőbb adalék az ún. vörösrizs (a meg nem hántolt rizsek egyik fajtája), ami a nagyobb magasságban fekvő területeken terem. Egy-egy régiónak meg van a maga jellemző gabonafajtája: Bumthang tartományban a hajdina, Kelet-Bhutánban a kukorica, egyéb helyeken a rizs a meghatározó.
A hideg hegyvidéki területen, mint általában fontos szerepe van a húsnak és a zsírnak, úgy, mint a baromfi, a jak, szárított marha, sertés, a sertészsír és bárány. A levesek rizsből, húsból, páfrányból, lencséből és egyéb szárított zöldségekből készülnek, hasonlóan a pörköltek is; a hideg évszakban ezek a legkedveltebb fogások. Az ételeket erőspaprikával és sajttal fűszerezik. Elterjedt a zow shungo nevű zöldséges rizs, de a legnépszerűbb az ema datshi (hemadaci) nevű fűszeres rakottzöldség zöld erőspaprikával és sajtmártással, mely Bhutánban nemzeti étel.
A harapnivalók közé tartozik a momo nevű gombóc, vagy a juma nevű kolbász. Az országban több helyen működnek kínai, nepáli, tibeti és indiai ételekkel szolgáló éttermek, sőt az utóbbi időben a koreai konyha is megjelent Bhutánban, amely egyre nagyobb népszerűségnek örvend a lakosok körében.
A tejtermékeknek is különösen fontos szerepük van Bhutánban. A tejet elsősorban a jakok és szarvasmarhák adják. A tejből sajt és vaj készül. A datshi nevű sajtot mindig ételek alapanyagaként használják, és soha nem fogyasztják önmagában. A sajtok elsősorban mártások és köretek készítésére szolgálnak. Kelet-Bhutánban készül az erős szagú, zöldesszínű zoedoe sajt, amelyet levesadaléknak használnak. Nyugati hatásra terjedt el a cheddar és gouda készítése, amelyeket egy svájci érdekeltségű üzem állít elő az országban. Egyéb külföldi sajtokat Indiából importálnak.
A tea alapvető a bhutáni gasztronómiában is. A teát vajjal vagy tejjel vegyítik, esetleg önmagában isznak fekete teát. Létezik továbbá egy suja nevű sóból és vajból kevert ital. A rizsből főznek egy ara nevű alkoholos italt, amely ízében hasonlít a borhoz és a japán szakéhoz. A másik jelentős szeszesital a sör.
A főbb fűszerek a bhutáni konyhán a curry, kardamom, gyömbér, szecsuáni bors, fokhagyma, kurkuma és kömény.

## Turizmus

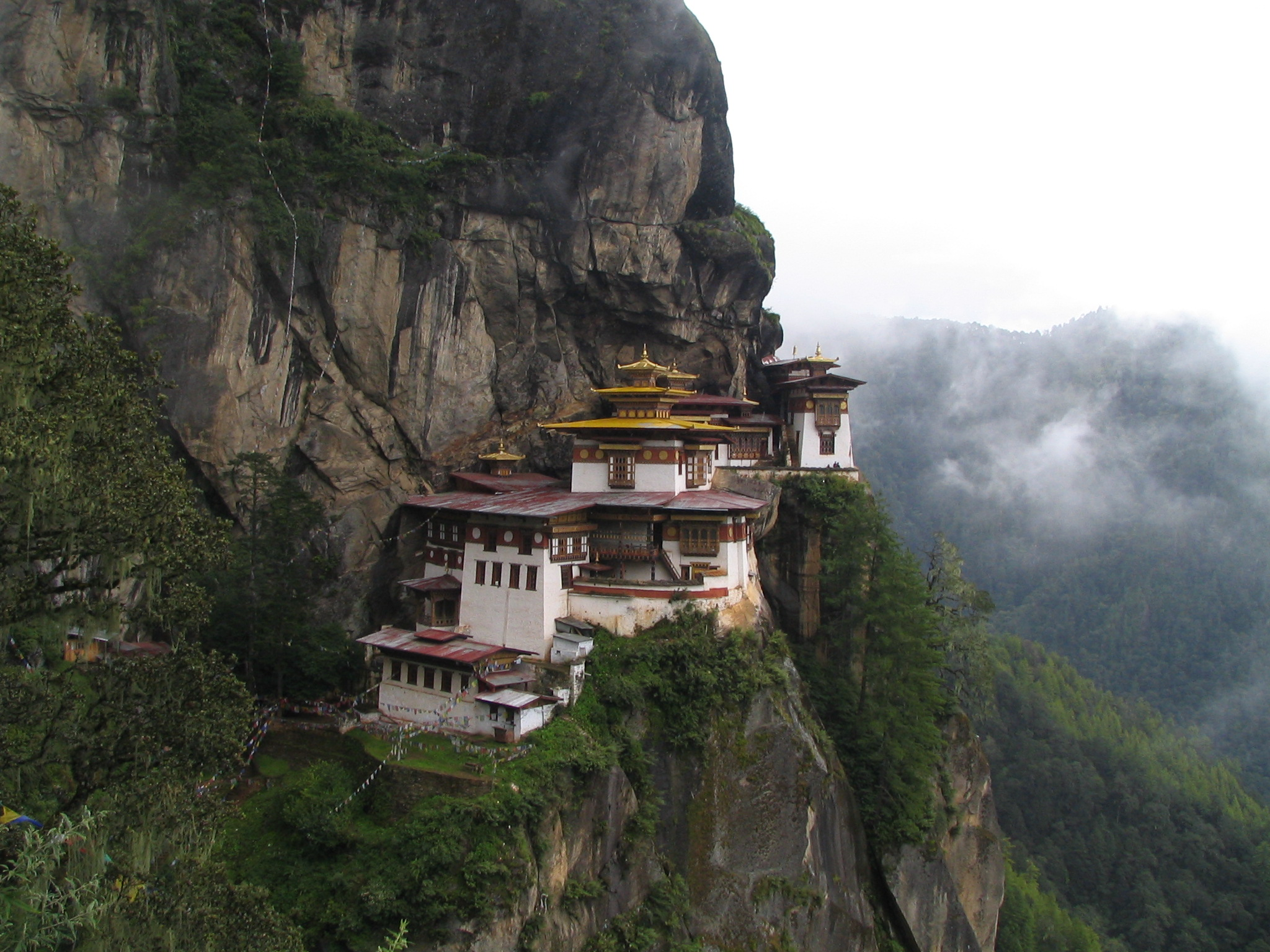
Paro Takcang-kolostor (Tigris fészek)

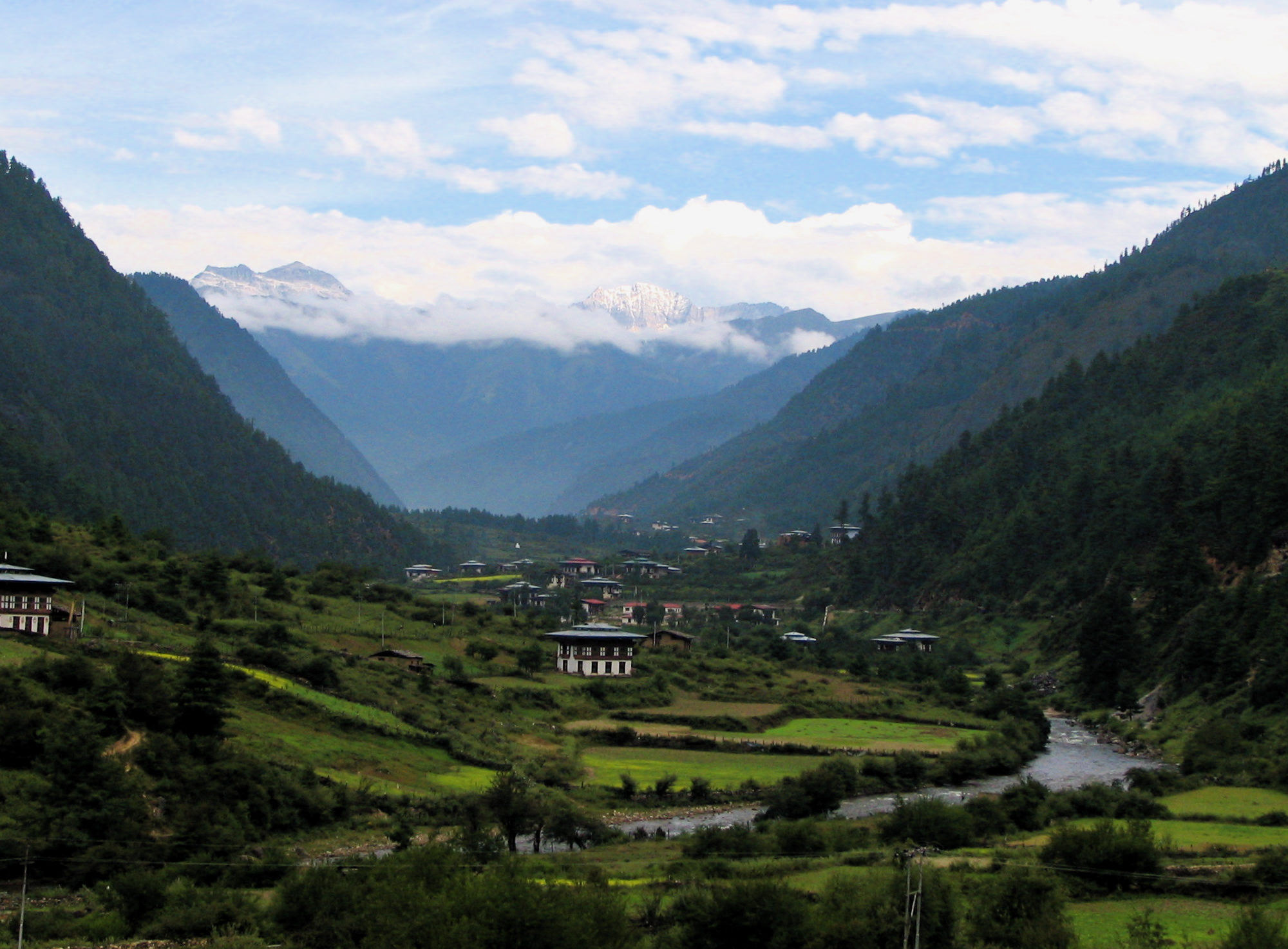
Tájkép, Haa-völgy

A Bhutánba utazó turisták számára javasolt oltások:
- Hastífusz
- Hepatitis A (magas a fertőzésveszély)
- Hepatitis B (közepes a fertőzésveszély)

Javasolt oltás bizonyos területekre utazóknak:
- Veszettség
- Malária elleni gyógyszer. (Bhután déli határa mentén nagy a kockázata a fertőzésnek.)

Kötelező oltás, ha fertőzött országból érkezik/országon át utazik valaki:
- Sárgaláz

## Sport
Az olimpiai játékok során eddig még nem nyert érmet egy bhutáni versenyző sem.
- Bővebben: Bhután az olimpiai játékokon

Bhután a Nemzetközi Labdarúgó-szövetség tagja. Az ország labdarúgócsapata eddig még nem jutott ki világbajnokságra.
- Bővebben: Bhutáni labdarúgó-válogatott

Az országban népszerű sportág az íjászat.

## Ünnepek
| Dátum         | Ünnep                                            | Megjegyzés                                        |
| ------------- | ------------------------------------------------ | ------------------------------------------------- |
| január 1      | Újév                                             |                                                   |
| január 2      | Téli napforduló ünnepe                           | helyi név: Nyinlog.                               |
| január/febr.  | "Felajánlási nap"                                | Dzongkha: Buelwa phuewi Nyim                      |
| február 21    | A király születésnapja                           | Két napig tartó ünnep                             |
| febr./március | Loszár = Buddhista újév                          |                                                   |
| május 2       | Jigme Dorji Wangchuck születésnapja              |                                                   |
| május/jún.    | Buddha ünnepe (parinirvána)                      |                                                   |
| július 7      | Guru Rinpocse, azaz Padmaszambhava születésnapja |                                                   |
| július/aug.   | Buddha első prédikációja                         |                                                   |
| szeptember    | "Áldott Esős nap"                                | A monszun évszak végének ünnepe                   |
| november 1    | Koronázási ünnep                                 | Jigme Khesar megkoronázása                        |
| november      | Buddhista ünnep                                  | Lhabab Duchen                                     |
| december 17   | Nemzeti ünnep                                    | Ugyen Wangchuk király trónra lépésének napja 1907 |